# Familie ist was Wunderbares
Familie ist was Wunderbares ist ein deutscher Fernsehfilm von Hans-Günther Bücking aus dem Jahr 2008.

## Handlung
Nach der Übernahme der Buchhandlung „Bücherinsel“ durch Paul Hieronymus steht die seit fünf Jahren geschiedene Buchhändlerin Christine Bonhoff vor dem Rauswurf. Privat kriselt es auch, denn ihr Ex-Mann Ulrich bittet sie auf sein Baby aufzupassen, da seine Frau ums Leben kam. Auch ihrer Tochter Anja muss Christine aus einer Sinnkrise helfen. Ebenso macht der kranke Vater Sorgen. Mit einer gewissen Gelassenheit meistert Christine Bonhoff die Probleme. Letztlich findet sich der Vater im Seniorenheim zurecht, der Schwiegersohn kümmert sich nun mehr um das Baby und auch der Ex-Mann lernt mit kleinen Kindern umzugehen. Nach anfänglichen Problemen in der Buchhandlung kann sich der neue Hauseigentümer Paul Hieronymus freuen, denn die Verkaufszahlen sind gut. Nicht zuletzt dank der erfahrenen Fachkraft im Geschäft.

## Hintergrund
Familie ist was Wunderbares wurde vom 28. August 2007 bis zum 26. September 2007 in Köln und Umgebung gedreht. Produziert wurde der Film von der Molina Film.

## Kritik
Die Kritiker der Fernsehzeitschrift TV Spielfilm zeigten mit dem Daumen nach oben, vergaben für Humor, Anspruch je einen und für die Spannung zwei von drei möglichen Punkten und gaben zur Begründung: „Wie die Endfünfzigerin all das meistert, ohne durchzudrehen, erzählt der Film mit viel Sympathie und ohne Schmalz. Letztlich lebt er aber ganz von Rita Russeks wunderbar geerdeter Darstellung.“ Als Gesamtfazit zogen sie: „Unaufgeregt, witzig, lebensnah“.